# الکترونیک حالت-جامد

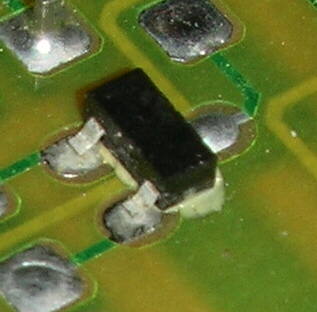
یک ترانزیستور حالت جامد

در الکترونیک، حالت-جامد به مدار یا وسیله‌ای گفته می‌شود که کاملاً از اجزای جامد ساخته‌شده و حرکت الکترون‌ها یا دیگر حاملان بار در بستر مواد جامد انجام می‌گیرد. مواد بلورین، چندبلوری، اَریخت را می‌توان برای دستیابی به حالت-جامد بکار برد، اما معمولاً از نیم‌رسانای بلوری در این ساختارها استفاده می‌شود. ترانزیستور، ریزپردازنده، دیود نورانی و تراشه مثال‌هایی از تجهیزات الکترونیکی حالت جامداند. ساختار حالت جامد بهترین گزینه برای ساخت تجهیزات ذخیره اطلاعات‌اند.